# 圣地亚哥·马尔戈萨
圣地亚哥·马尔戈萨（西班牙語：Santiago Malgosa，1956年7月25日—），西班牙男子曲棍球运动员。他曾代表西班牙参加1980年和1984年夏季奥林匹克运动会曲棍球比赛，其中1980年奥运会获得一枚银牌。

## 家庭
弟弟华金·马尔戈萨。